# 本多忠
本多 忠（ほんだ ただし、1951年9月19日 - ）は、日本の競泳選手。専門は背泳ぎ。山口県出身。

## 経歴
尾道高等学校時代、全国高等学校総合体育大会水泳競技大会で優勝している。高校卒業後は広島商科大学（現広島修道大学）に進学、日本学生選手権水泳競技大会の100m、200m背泳ぎで2年連続優勝している。大学卒業後はフジタに入社し競技を続けた。
1972年のミュンヘンオリンピックでは100m背泳ぎで8位、200m背泳ぎは予選敗退、田口信教・駒崎康弘・佐々木二郎との400mメドレーリレーで6位となった。
1976年のモントリオールオリンピックでは100m背泳ぎで予選落ち、田口信教・原秀章・柳館毅とのメドレーリレーで8位となった。
アジア競技大会では1970年、1974年の100m背泳ぎ、200m背泳ぎでそれぞれ金メダルを獲得している。
日本選手権水泳競技大会の100m背泳ぎで1969年、1972年、1974年に優勝、200m背泳ぎで1972年に優勝している。
現役引退後はNASスイミングクラブで指導を行っている。
1996年のアトランタオリンピックでは日本代表のコーチを務めた。
現在は、シンガポールに住んでビッグウェーブスイミングスクールという子供用の水泳部のコーチとして働いていた。
尚、2021年3月以降、コロナウイルスの影響によって、ビッグウェーブスイミングスクールは営業を停止している。